# Latarnia morska Chetwai
Latarnia morska Chetwai znajduje się w miejscowości Chetuva, niedaleko miasta Guruvayur w dystrykcie Triśur, położonym w stanie Kerala w Indiach. Obiekt zbudowano w 1986 roku. Latarnia morska jest wysoka na 30 metrów. W tym miejscu nie było wcześniej żadnej tego typu budowli. W 2003 roku zainstalowano nową lampę i laternę.